# یواس‌اس اورتس (دی‌ئی-۵)
یواس‌اس اورتس (دی‌ئی-۵) (به انگلیسی: USS Evarts (DE-5)) یک کشتی بود که طول آن ۲۸۳ فوت ۶ اینچ (۸۶٫۴۱ متر) بود. این کشتی در سال ۱۹۴۲ ساخته شد.